# ダーレク

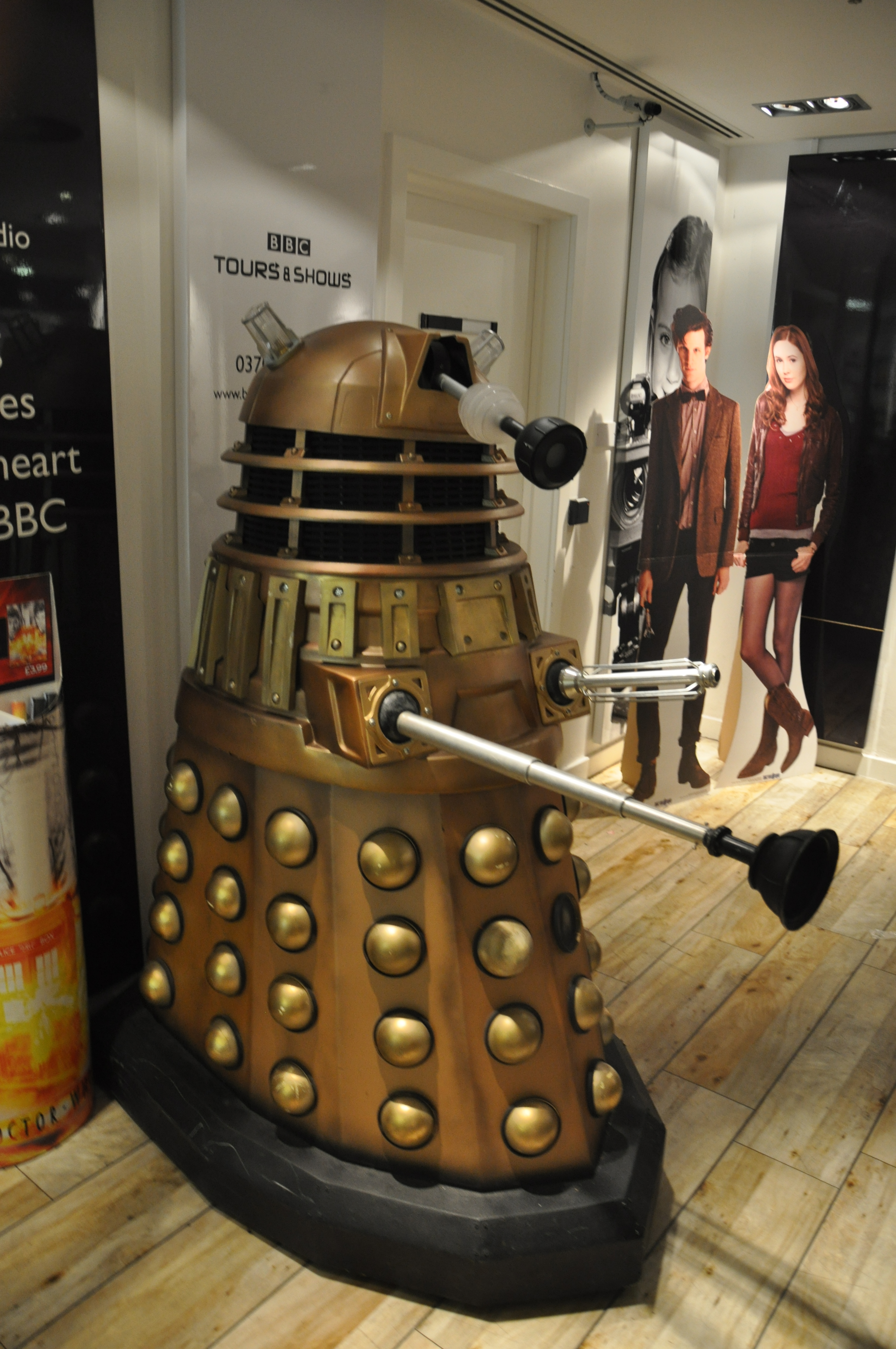
ダーレク

ダーレク（英: Dalek）は、イギリスBBCのテレビドラマ『ドクター・フー』に登場する地球外生命体の1種である。1963年に初登場してヒットし、番組の人気を高めた。
カレド族とサール族間の戦争の最中に惑星スカロの科学者ダヴロスにより改造されたカレド族を指し、金属製の移動装置の中に入っている。外見はロボットのようだがそうではなく、タコを彷彿させる生物が内部で操縦を行っている。
DNA操作により憎悪以外のあらゆる感情を消されており、ダーレク以外の全生命の抹殺を常に考える排他的な種族である。「抹殺セヨ！ (Exterminate!)」と叫びながらただ殺戮を繰り返すゆえ、宇宙最大の脅威とされる。新シリーズにおいては時空を管理する種族タイムロードとの間でタイム・ウォーが勃発した。タイム・ウォーは全宇宙を危険に晒し、危機感を抱いたウォードクターが大量破壊兵器モメントを使うことでタイムロードとダーレクの双方を消滅させ終結した。このときにダーレクとタイムロードは絶滅したとする設定が追加された。
英語版の声優は旧シリーズではピーター・ホーキンス、デイヴィッド・グレアム、ロイ・スケルトン、マイケル・ウィッシャーなどが担当し、新シリーズではニコラス・ブリッグス。日本語版の声優は屋良有作（旧シリーズ）、清水明彦（新シリーズ）、中島ヨシキ（ニュージェネレーション）である。

## 製作
ダーレクが初登場したエピソード「The Dalek」を執筆したテリー・ネイションは第二次世界大戦の恐怖をダーレクに投影したという。
また、ダーレクの造形を担ったレイモンド・レイ・キューシックがコショウ瓶にインスピレーションを受けたというエピソードが広まっているが、本人はそれを否定している。ダーレクの造形は物理的な思考に基づくものであり、コショウ瓶はダーレクの動作についての説明に用いられたというだけである。

## 形態
中身は眼球を1つ有するタコのような生物。人間を取り込み融合することも可能である。通常は生まれてから死ぬまでを移動装置の中で過ごし、余程の事情がない限り外に姿を現すことはない。皇帝や首相といった階級の高いダーレクは姿を現すことがあるが、それでも透明な容器の中に入ったままで外には出てこない。だが、ごくまれに二足歩行のスペシャルなダーレクが出て来る。(初登場　Series9　ep50)

### 移動装置

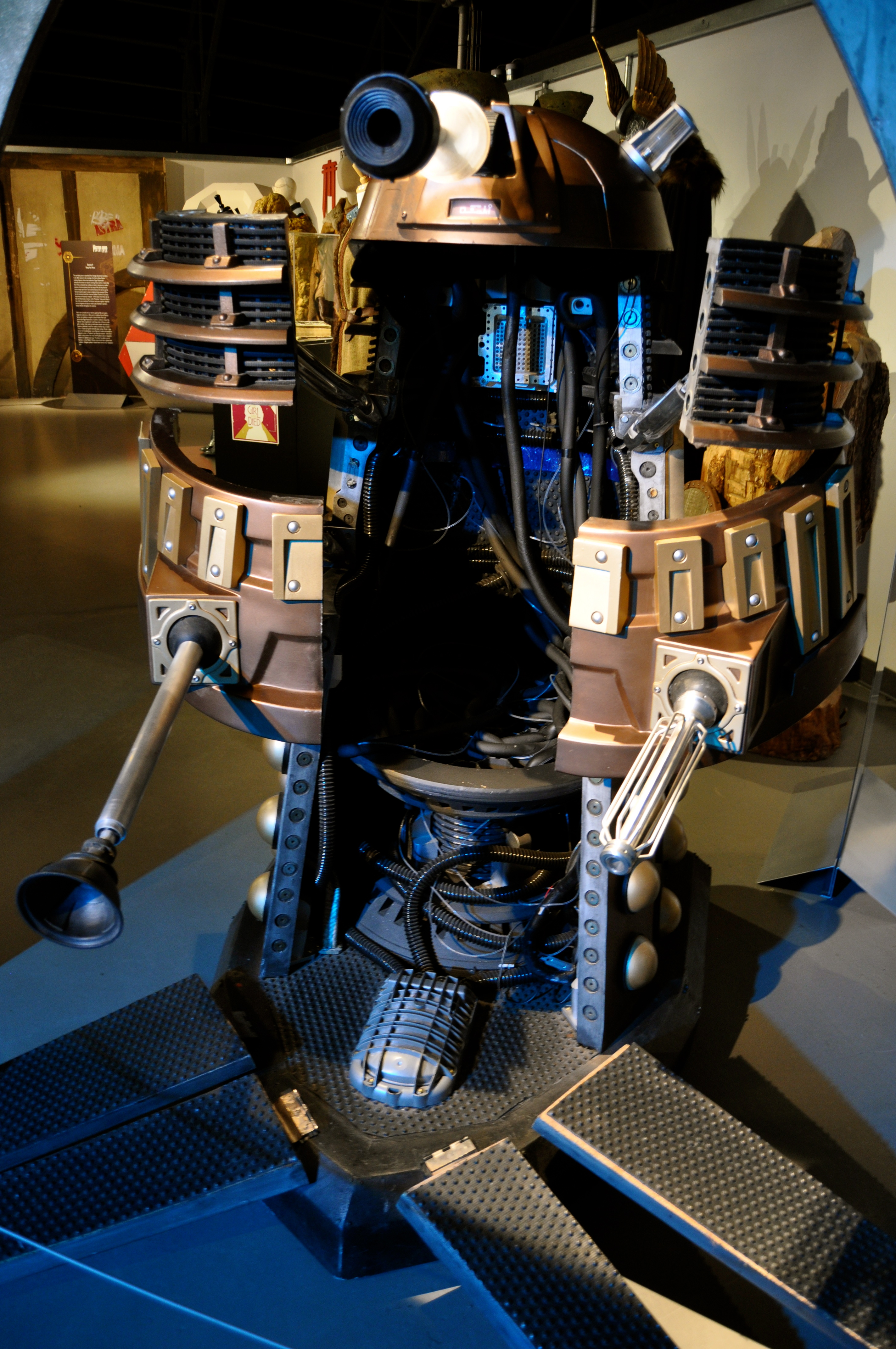
展開した移動装置

ポリカーバイドと呼ばれる物質で構成されたの移動装置に入っており、この移動装置は戦闘に特化している。胴体部の左側には光線銃が装備されており、ここから放たれる光線で対象を抹殺する。人間はもちろんサイバーマンのようなサイボーグまでも一撃で抹殺され、ドクターをはじめとするタイムロードでも撃たれると再生及び何らかの処置を必要とする。電流のようなエネルギーであるため、水はこのエネルギーを伝導する。胴体部右側のラバーカップに酷似した装置は情報収集に用いられるもので、人間の脳波を抽出することで対象の脳内の情報を全て取り出すことができる。電力の吸収やインターネット上の情報のダウンロードなども可能。ダーレクにとっての手のような装置である。また、シーズン1ではドアを焼き切る為のバーナーを装着した者、シーズン4では本拠地のコンピュータ操作用のマニピュレータを装着している者が登場しており、これらの機器は換装が可能である模様。
頭部から前方に伸びた棒が視覚装置であり、ズームなどの機能を持つ。活動中のダーレクの場合レンズは青く発光し、死亡あるいは活動を停止している際は光を放たず黒い。頭部は360度回転可能で、胴体部も回転が可能なため周囲全てを視認できる。移動装置に入ったダーレクにとっては外界と繋がる数少ない装置のため、戦闘時にはここを狙われることが多い。また頭部にはライトが2つ装備されており、発言と同時に光を放つ。
フォースフィールドと呼称されるシールドで保護されている。フォースフィールドは銃弾を瞬時に融かしサイバーマンの光線銃も通用しないが、局所を集中的に攻撃した際に貫通する場合がある。胴体の周囲にある球体がフォースフィールドの発生装置であり、シリーズ1では自爆する際に球体を用いて自分の体をシールドで覆い周囲に被害が出ないようにしていた。
移動装置にタイムトラベラー以外の人間が触ろうとすると燃え尽きるため常人は接触不可能である。タイムトラベラーは触れることができるが、ダーレクはそのバイオマスや遺伝物質を吸収し力を増すことが可能。その際はタイムトラベラーが燃えることはない。

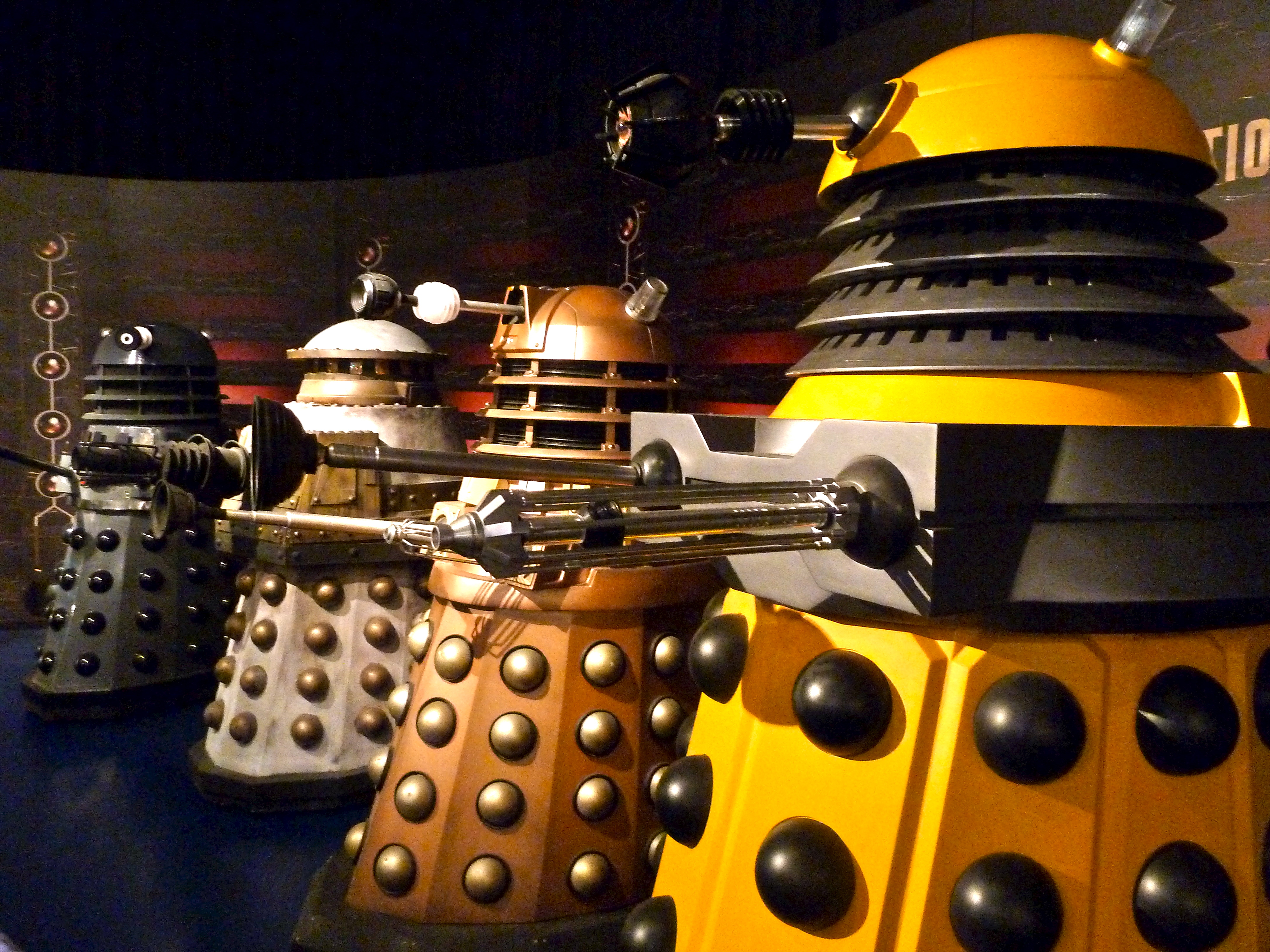
クラシックシリーズのものからニューパラダイムダーレクまで

シリーズを通し、移動装置には多くのバリエーションがある。1960年代の一般的な階級のダーレクは銀色のベース部分に青い半球が備わっている。1970年代では1974年に放送された「Death to the Daleks」というエピソードを除けば、一般階級のダーレクは黒灰色に統一されていた。「Death to the Daleks」でのダーレクは銀色の装甲に黒い半球が装備されている。
1980年代では皇帝（ダヴロス）派と最高ダーレク派に分裂していたため、2種類のデザインが見られる。皇帝側のダーレクは白色と金色の塗装で、最高ダーレクを指揮官とする陣営は黒色と灰色であった。
2005年の新シリーズからはセクと最高ダーレクなどを除き金色のデザインとなった。2010年からはニューパラダイムダーレクが登場、より大型で様々な色を持つデザインに変更されたが、2013年からは金色のデザインに戻された。地面を滑るように移動するので階段を登れないとジョークのネタにもされていたが、新シリーズからは浮遊することで階段を克服した。

### 戦闘用ポッド
シリーズ7「ドクターの日」および「ドクターの時」に登場するダーレクの中には、戦闘用ポッドに乗り込み戦闘を行う者もいた。ポッドの形状は皇帝ダーレクと似ており、レーザー光線を放つ。またダーレク3体による操縦を要する。劇中ではアルカディアの戦いにおいて投入され、アルカディアの街に対し空爆を行った。トレンザロアでも複数回ポッドによる襲撃が起きた。

## 種類・個体

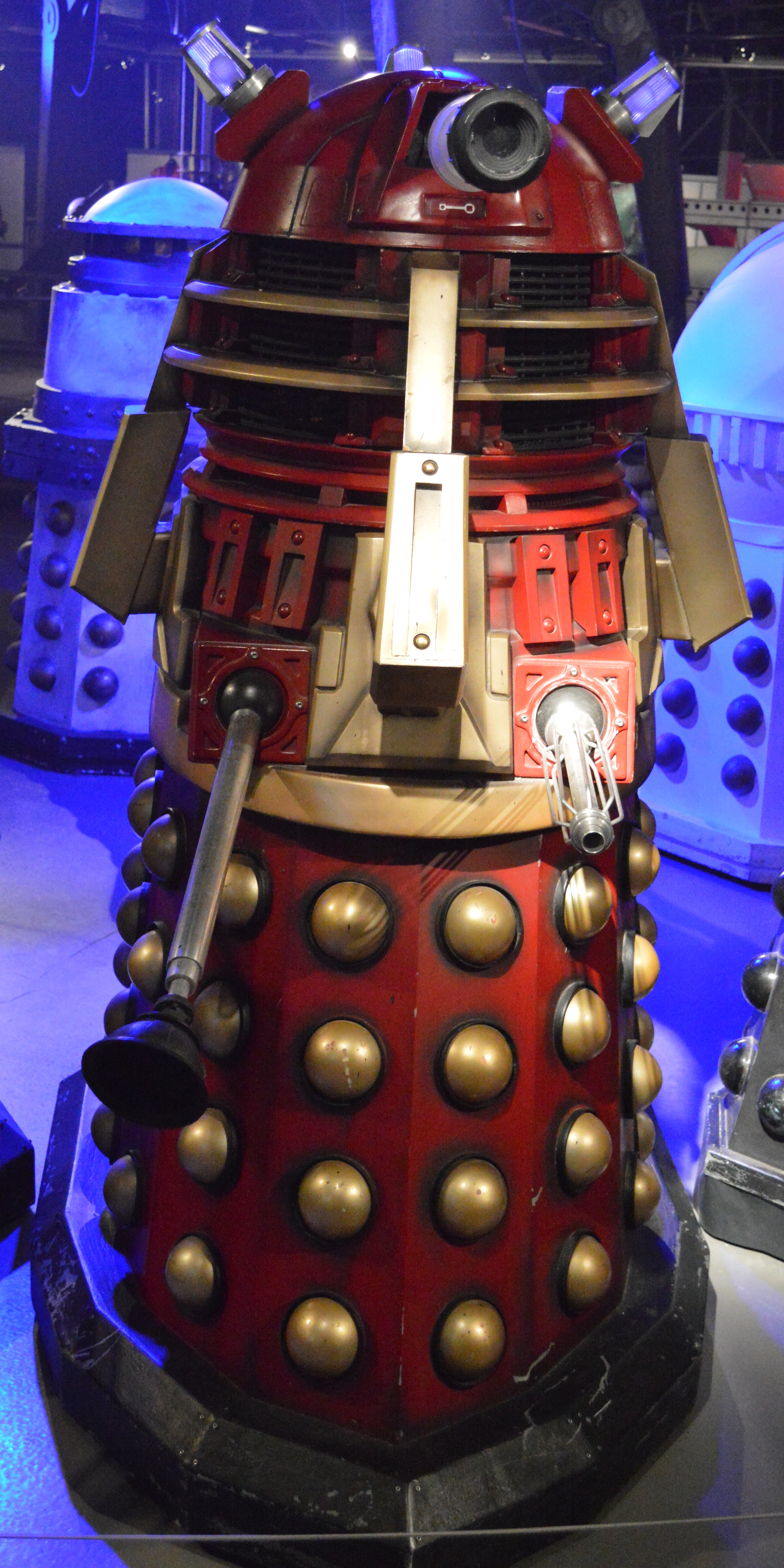
新シリーズの最高ダーレク

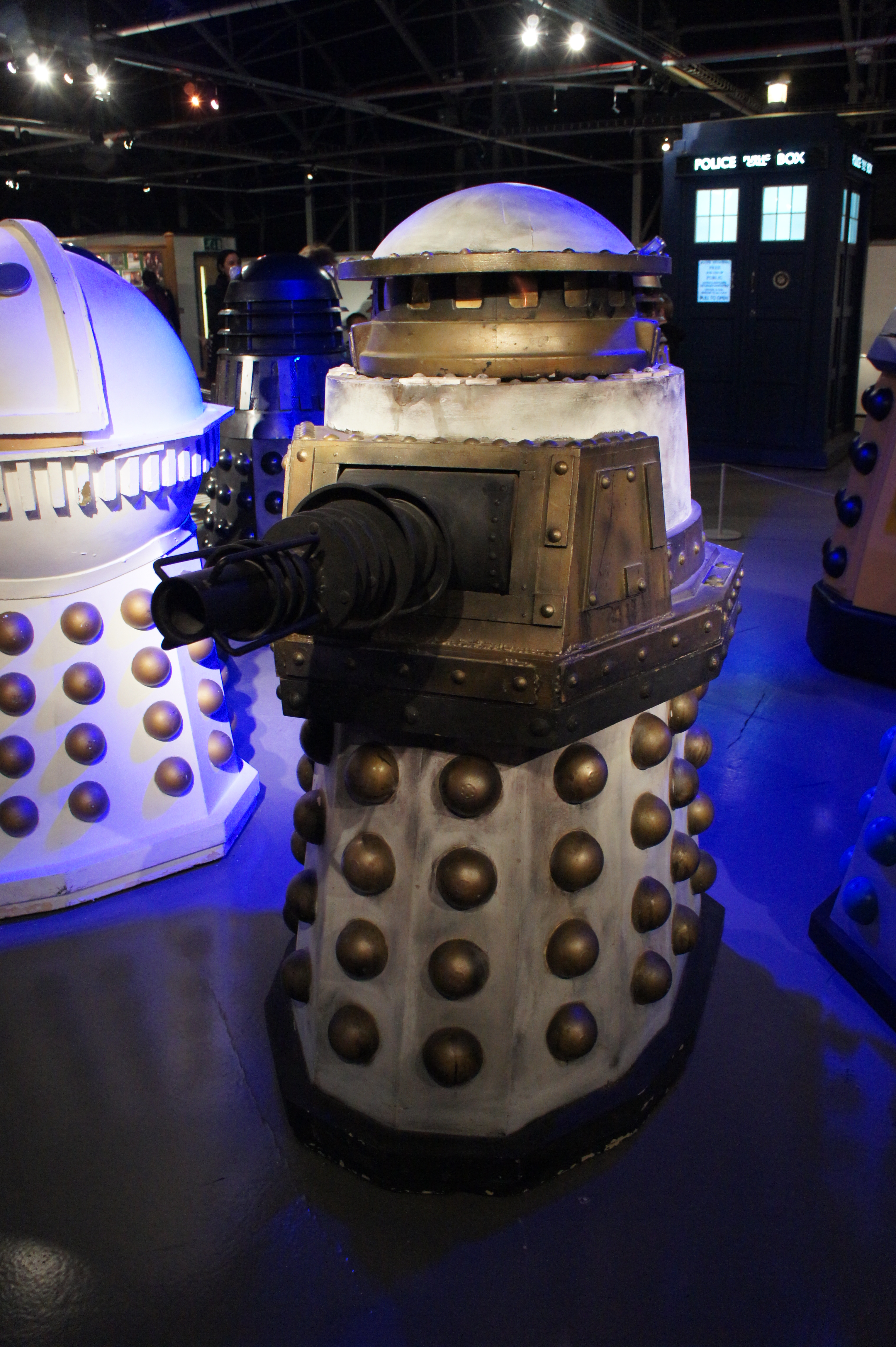
スペシャルウェポンダーレク。左はダヴロスの入った皇帝

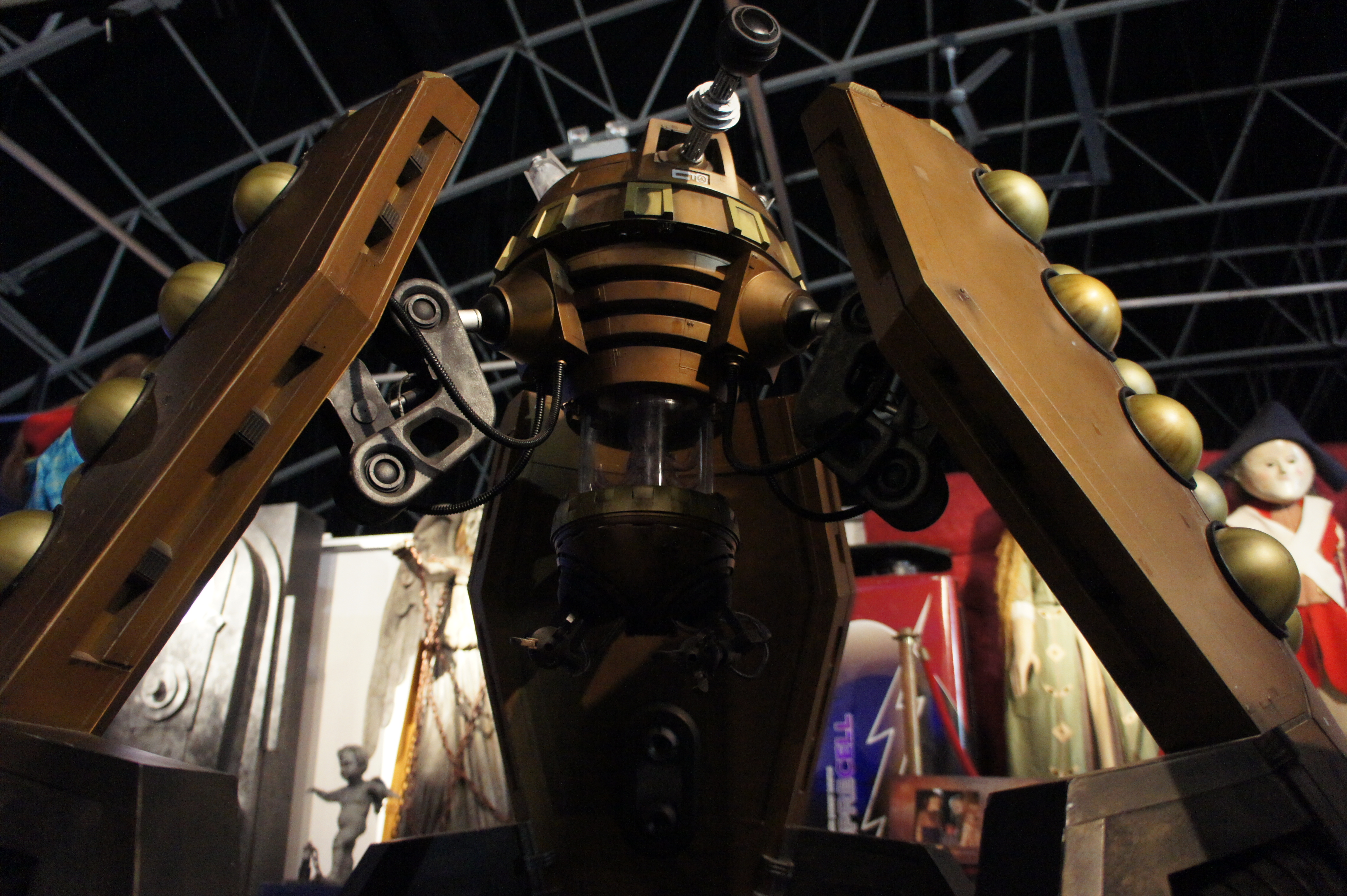
新シリーズの皇帝

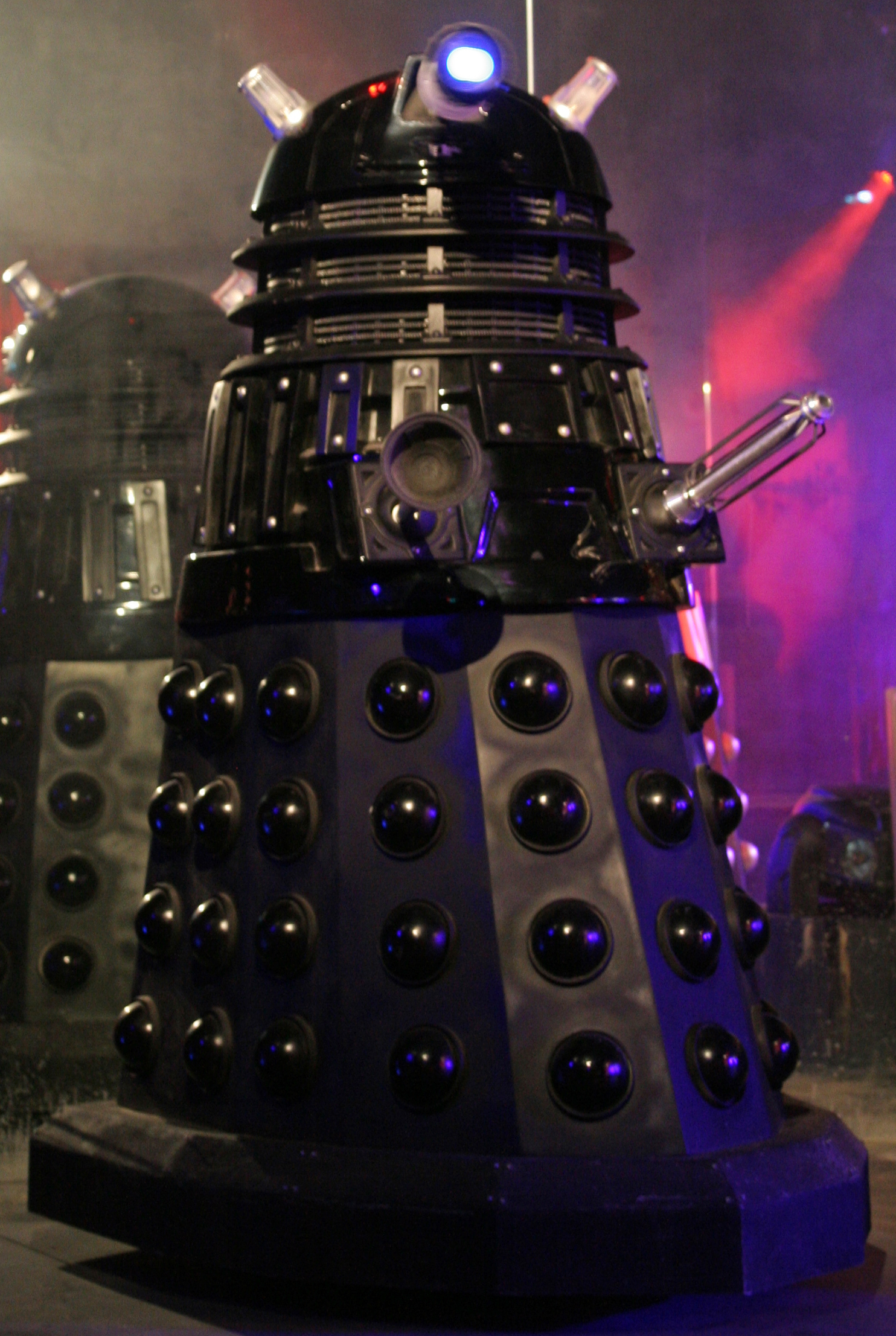
ダーレクセク

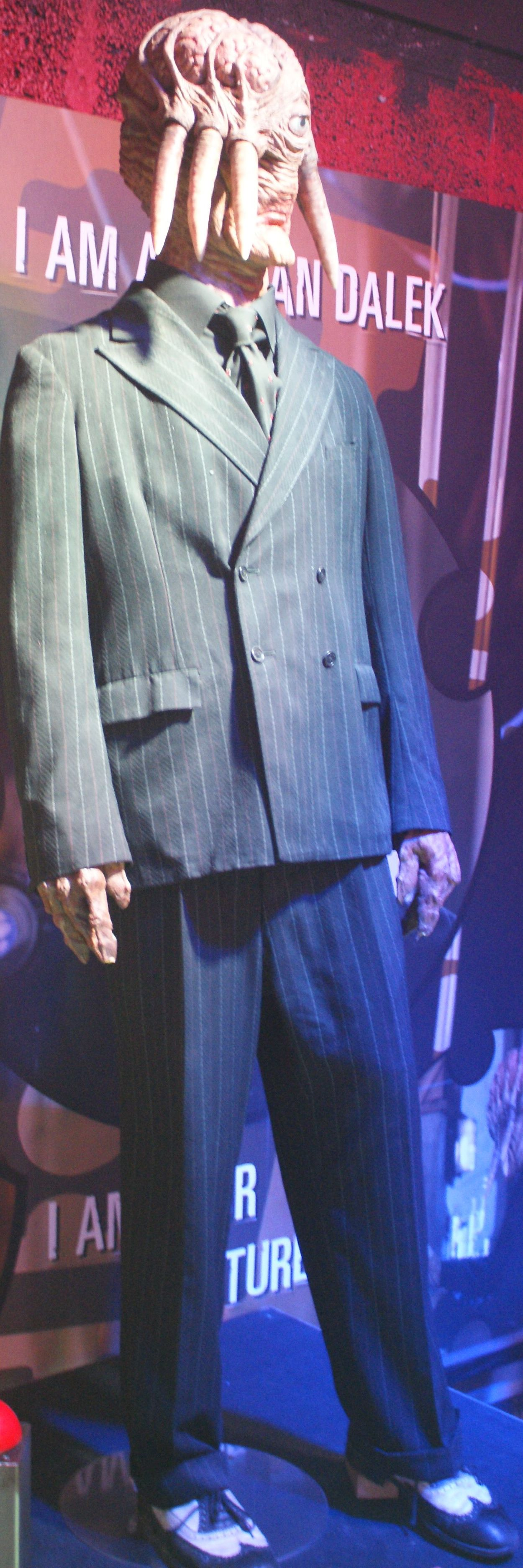
ハイブリッド化したセク

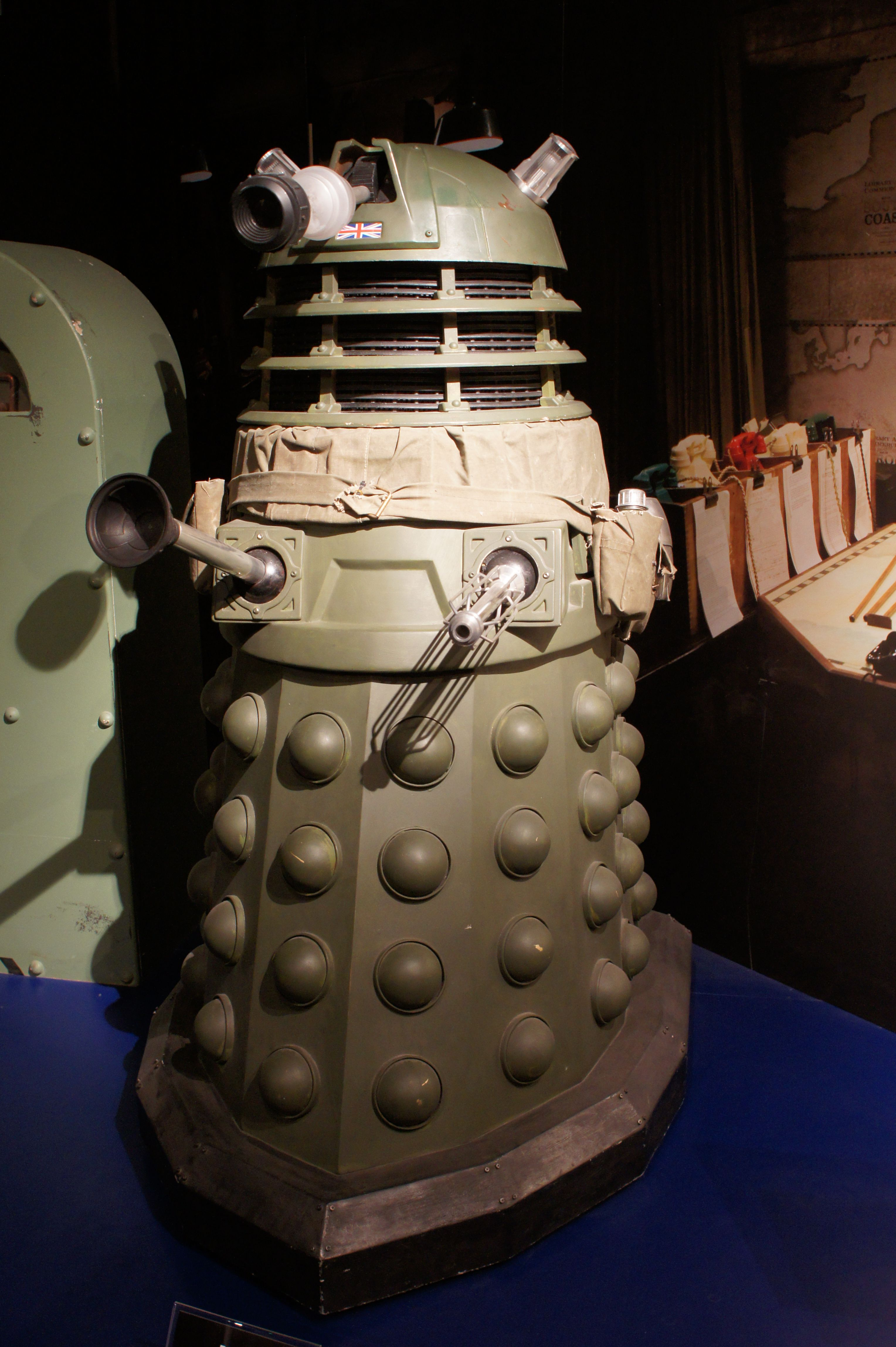
アイアンサイド

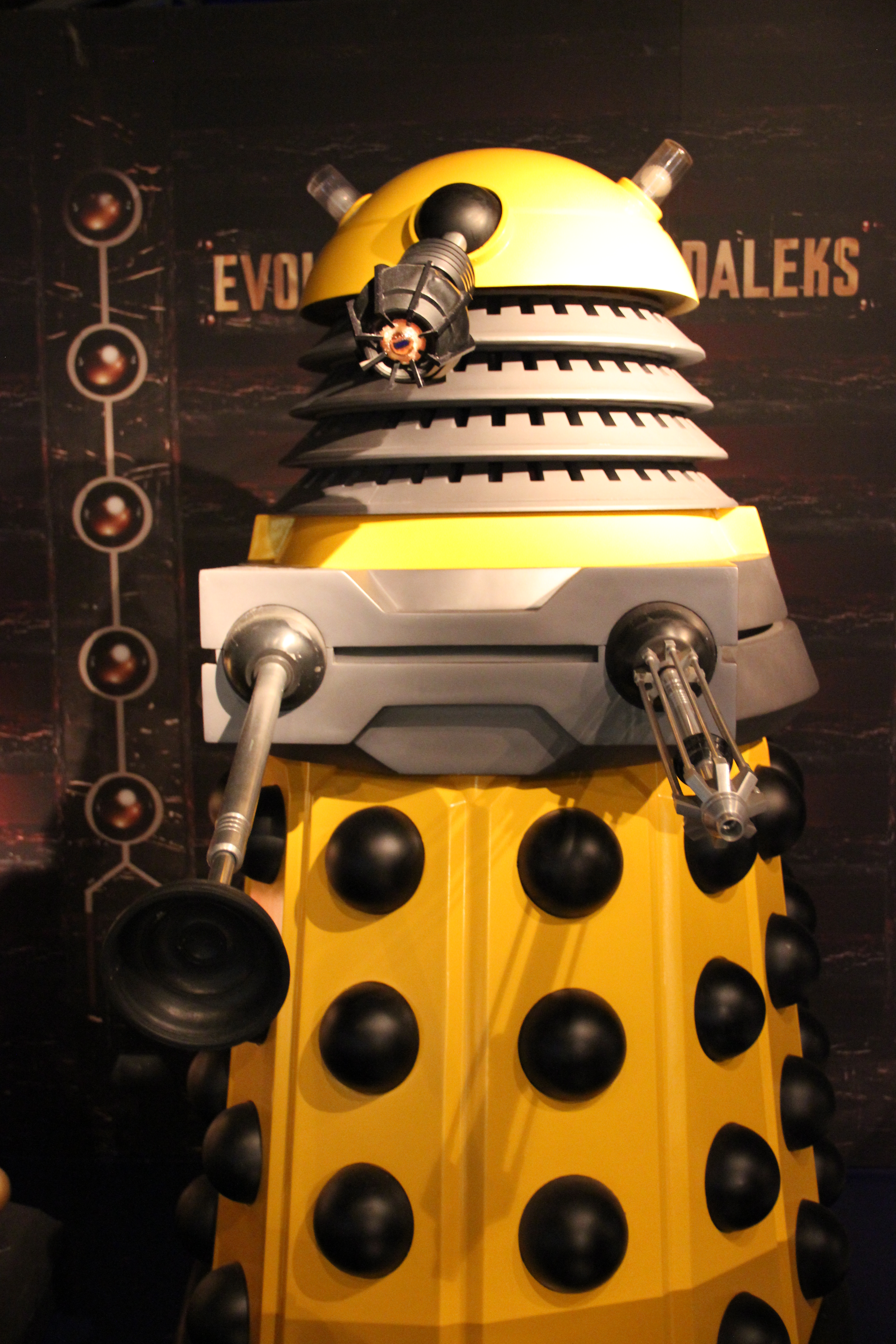
ニューパラダイムダーレク

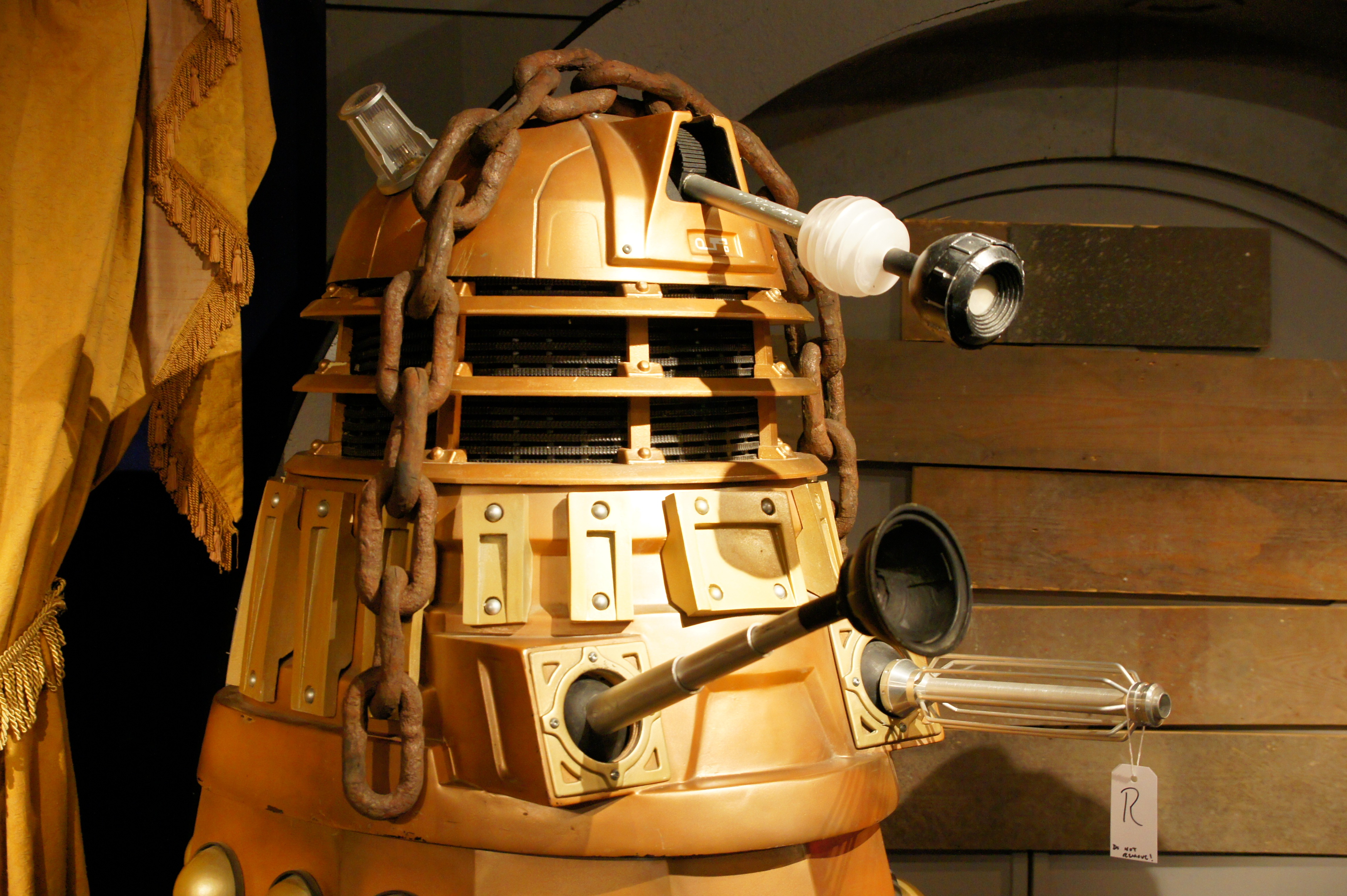
オズウィン

最高ダーレク（スプリームダーレク）
旧シリーズシーズン2で初登場。ダーレクを支配する最高会議の頂点であり、皇帝に次ぐ地位にある。黒い色をしているものが多いが、シーズン10では黒と金、シーズン25では黒と銀となっている。
旧シリーズにおいて、ダーレクは最高ダーレク率いる反乱軍と皇帝（ダヴロス）率いる帝国軍に分裂しており、派閥間での内戦が起こっていた。この内戦は地球にまで持ち込まれた。
新シリーズではダヴロスの統括するダーレク艦隊における指揮官。赤い色をしている。頭部についたライトが2つではなく3つである。
シリーズ4「盗まれた地球」「旅の終わり」で地球をはじめパラレルワールドを含むあらゆる宇宙から27の惑星をメデューサ・カスケードへ転送し、リアリティ・ボムの計画を推し進めた。計画失敗後、全てがダーレク・カーンによって仕組まれていたことが判明、ダヴロスを裏切り者として抹殺しようとしたが、キャプテン・ジャック・ハークネスによって倒された。
親衛隊ダーレク
皇帝の親衛隊。ドーム部分が一般のダーレクと比較し黒ずんでいるのが特徴。
旧シリーズではシーズン4に登場し、反逆ダーレクと戦った。
新シリーズではシリーズ1「わかれ道」に登場。右側の装備が武器に変更されている。
アルファ、オメガ、ベータ
2代目ドクターにより人間の要素を組み込まれた3体のダーレク。子供のように無邪気な性格。
人間の要素を組み込まれたことでダーレクの信条に疑いを抱き、内乱が勃発する。
スペシャルウェポンダーレク
旧シリーズに登場した戦闘専用のダーレク。通常のダーレクよりも破壊力が強く、内戦の際、劣勢に立たされていた帝国軍はこのダーレクを投入することで反乱軍に勝利した。
新シリーズではシリーズ7「ダーレク収容所」に収容されている描写がある。
ガラスダーレク
旧シリーズに登場したダヴロスが開発した外殻が透明なダーレク。ダヴロスが冷凍睡眠施設の患者を素材に作った未発達なダーレク生物が組み込まれており、ダヴロスにより統括される。成体に成長した後は象牙色のボディと金色の装飾を持つ外殻となる。戦闘では旧来のダーレクに簡単に敗北しており、最後は暗殺者オルシーニの爆弾により壊滅した。
メタルトロン
シリーズ1「ダーレク 孤独な魂」に登場。新シリーズで初めて登場したダーレクである。
時空間から弾き出され、1962年南大西洋アセンション島に墜落。三日三晩燃え続け、その間はずっと叫び続けていたという。その後ヴァンスタテンの博物館に生きたまま収容されメタルトロンと名付けられ拷問を受ける。
2012年に9代目ドクターが救援信号を聞きつけて来訪、このダーレクと遭遇する。ダーレクとタイムロードは滅亡したとドクターに告げられ衝撃を受けた後、ローズ・タイラーのDNAとアメリカ西海岸の電力を吸収して力を取り戻す。電波望遠鏡をスキャンするなどしてダーレク族の消息を辿ろうとしたが失敗に終わり、当初の目的通り自ら以外の全生命を抹殺し地球の征服に動き始める。しかしローズのDNAを吸収した際にローズの感性も移っており人間らしさを獲得する。この人間らしさに耐えきれず、移動装置を展開し日光を生身の体に浴びた後自爆した。
ローズと対峙した際に目と目の高さが同じようになるようにローズ役のビリー・パイパーの身長に合わせてプロップが制作されており、旧シリーズのダーレクより背が高くなっている。バーナビー・エドワーズがオペレーターを担当。
皇帝ダーレク
ダーレクの最高指導者。
旧シリーズシーズン4では惑星スカロのダーレク・シティに組み込まれている。人間の要素を組み込まれた反逆ダーレクとの間で勃発した内戦により破壊され、この際にドクターはダーレクが滅亡したと認識した。旧シリーズシーズン25では帝国軍を率いて最高ダーレク率いる反乱軍と戦っていたが、正体はダヴロス博士であった。
新シリーズではダーレク旗艦に組み込まれていた30メートルほどの外殻に入っており、透明な生命維持装置からダーレク生物が見えている。シリーズ1「わかれ道」で地球を襲来した。実際にはその190年前からジャグラフェスやサテライト5を通じて人類を支配しており、9代目ドクターや人類に発覚したことから戦争へ突入した。時空の狭間をくぐってタイムウォーを生き延び、囚人や難民といった人々を集めてダーレクを培養し、自らを神と称する。ドクターと対峙した後、地球に艦隊を派遣して北アメリカやオーストラリアなどを滅ぼすと同時にサテライト5に侵攻。ドクターの仲間を次々に抹殺し彼を窮地に追い込むが、タイムヴォルテックスを吸収したローズにより戦艦ごと原子レベルに分解され消滅した。
シリーズ2ではスカロの集団を創り上げていたことが発覚した。新シリーズシーズン1での日本語吹替えは宝亀克寿が担当。
The Eternity Clock の皇帝
ゲーム『The Eternity Clock』に登場した皇帝。シリーズ1に登場した皇帝とは違い、ニューパラダイムダーレクに近い外見をしている。頭部パーツは浮遊し、甲殻もそれを覆う形で浮遊している。防御形態と攻撃形態を有し、防御形態では甲殻が頭部を覆い完全な球体を形成して保護する。攻撃形態では甲冑による保護が解除され、頭部パーツの直下に位置する光線銃が作動し360度を攻撃する。
11代目ドクターとリバー・ソングの2人と対決した。
スカロの集団
ダーレクという種を存続させるため、皇帝が創り出した特殊な4体のダーレク。敵の思考を読み抹殺する。セク、ジャスト、テイ、カーンの4体であり、本来ダーレクは固有の名を持たないがこの4体だけはそれぞれが名を持つ。序列は皇帝よりも上であるとされ、「影の支配者」と称されている。10代目ドクターも実際に対面するまでは存在に確証が持てず伝説だと思っていた。
シリーズ2「嵐の到来」「永遠の別れ」においてボイドシップに乗りパラレルワールド間の壁を突破しトーチウッドに出現、サイバーマンとの戦闘を繰り広げた後ジェネシス・アークを開放し数百万体のダーレクを解き放った。しかしボイドシップで破ったボイドの裂け目が開き数百万体のダーレクとジェネシス・アークはボイド空間へ吸い込まれ、4体は緊急時空移動で逃亡する。
シリーズ3「マンハッタンのダーレク」「ダーレクの進化」で再登場する。エンパイア・ステート・ビルを占領し、「最終実験」と称する計画を推し進めていた。4体のうちリーダー格のセクがダーレクと人間のハイブリッドであるダーレクヒューマンの製造を画策し、ビルを伝導体にして太陽フレアのガンマ線を人体に流し込みDNAを融合させる計画を進める。結果セクは自らハイブリッドダーレクと化す。しかし他の3体は変貌したセクを受け入れられず対立、セクを抹殺する。ジャストとテインはこの直後にダーレクヒューマンとの戦闘で破壊され、カーンはダーレクヒューマンを全員処分して緊急時空移動で逃亡する。
シリーズ4「盗まれた地球」「旅の終わり」でカーンはダヴロスらを引き連れて再登場を果たす。
セク
スカロの集団のリーダー格。4体のうちで唯一黒い移動装置である。シリーズ2ではサイバーマンが次元の裂け目を開いたことで実体化したボイドシップから出現。同じ部屋にいたローズらを抹殺しようとするが、地球人である筈のローズがダーレクやタイムウォーの知識を持っていたことから、彼女らをタイムトラベラーであると判断、ジェネシス・アーク開放の為に生かしておくことを決める。皇帝がタイムウォーを生き延びていたことは知らなかったらしくローズが皇帝を倒したことを知り逆上、抹殺しようとするがドクターの登場によって未遂に終わる。終盤では、起動したジェネシス・アークとともに上昇し、内部に封印されているダーレクを解放する役割を担った。地球上全生物の抹殺を命じるが、直後にボイドの裂け目が開かれたことで緊急時空異動を発動し逃亡する。
シリーズ3では現状を維持し停滞しているダーレクは至高の存在ではないとして、人間のDNAを取り込みハイブリッドダーレクとして覚醒する。人間の持つ闘争心などを高く評価するが、一方で人間の持つ様々な感性に影響されるようになり、他の3体から疎まれる。ドクターと協力しようとするが結果他のダーレクと対立し捕らえられてしまい、後にドクターを抹殺しようとしたテイの攻撃からドクターを庇い、死亡した。
10代目ドクターは彼を最も賢いダーレクと評価した。
なお、黒色のダーレクはセクだけではなくシリーズ9にも登場する。
シリーズ2ではニコラス・ペグがオペレーターを担当。
テイ
シリーズ2においてセクの命令を受け、球体の部屋の外部の調査を行う。サイバーマンと遭遇し同盟を提案されるものの拒否、抹殺する。これがきっかけでサイバーマンとダーレクの間で戦闘が勃発した。
シリーズ3ではセクを殺害後、ダーレクヒューマンとの戦闘の最中に破壊された。
メンバーの中では低めの声音で話す。
シリーズ2ではバーナビー・エドワーズがオペレーターを担当し、エドワーズのスケジュールが合わないシーンではアンソニー・スバルゴが担当。
ジャスト
シリーズ3でセクを殺害後、ダーレクヒューマンとの戦闘の最中に破壊された。
メンバーの中では高めの声音で話す。
カーン
シリーズ3の戦闘で唯一生き残ったダーレク。反乱を起こしたダーレクヒューマンを全員殺処分したため、この時点では宇宙でただ一体のダーレクとなった。10代目ドクターから和解を持ち掛けられるが逃亡する。
シリーズ4ではタイムロックを破ってタイムウォーの最中にいたダヴロスらを救出する際に時空間の渦を覗き発狂するが、その代わりにダーレクの全てを知る存在へ昇華する。ところがそのせいでダーレクを不要な存在と考えるようになり、『予言』としてダヴロスに様々な啓示を与えることでダーレクが絶滅へ向かうよう誘導していた。
シリーズ4時点では移動装置が破損し、カーンの裸体が露になっている。
ダーレクヒューマン
シリーズ3に登場。ダーレクの精神を人間の肉体に植え付けた存在。エンパイアステートビル建造の為に集められた労働者らが素体となった。セクを除くスカロの集団によりマンハッタンに解き放たれるが、製造過程でドクターのDNAが混入したためダーレクに反旗を翻し銃撃戦に入る。結果ジャストとテイを破壊したが、カーンに抹殺された。
アイアンサイド
シリーズ5「ダーレクの勝利」に登場したダーレク。シリーズ4で地球を襲来したダーレク艦隊の生き残りであり、第二次世界大戦中のイギリス軍兵器として軍部に潜入していた。ブレイスウェル教授を設計し自らを使役されるロボットとすることで11代目ドクターから言質を取ることに成功、自らをダーレクと証明しニューパラダイムダーレクを復活させた。わざわざドクターからの証明を必要としたのは、シリーズ4のダーレクがダヴロスの細胞を利用して作られたゆえにダーレクとしての純粋な遺伝子を持たなかったため、機械にダーレクであると判断されなかったからである。ニューパラダイムダーレクを復活させた直後、「お前たちは劣っている」と言われ抹殺された。
ニューパラダイムダーレク
シリーズ5「ダーレクの勝利」から登場するダーレクで、より大型でずんぐりとしている。本来の正当なダーレクはニューパラダイムダーレクであり純粋な遺伝子を持つため、アイアンサイドからは「我々の過去であり未来」とされる。白色のダーレクが「至高」、青色が「戦略家」、黄色が「永遠」、褐色が「科学者」、赤色が「兵士」のダーレクという位置づけであり、「至高」のダーレクがリーダー格にあたる。
アイアンサイドの働きで復活、彼らを抹殺し人類の絶滅を目論む。アンテナからイギリス中の照明器具を支配してドイツ軍による空爆を誘ったが、イギリス空軍による攻撃を受けてアンテナが破損し失敗に終わる。ブレイスウェル教授を爆破すると脅しをかけ、11代目ドクターの下から逃走する。その後、シリーズ5「パンドリカが開く」でサイバーマンらとともに再登場する。パンドリカを創り上げドクターを誘い込み隔離したが、そのせいでコヴァリアン修道会によりターディスが爆破されて宇宙が消滅する。一体だけパンドリカの復元光線を浴びて復活しドクターたちを襲うが、ローリーやリバーによる抵抗を受けて破壊された。
その後はニューパラダイムダーレクがメインで登場することはなくなる。シリーズ6「ドクター最後の日」ではサイレンスの情報を得るためダーレク艦隊を訪れた11代目ドクターにより無力化されている描写がある。シリーズ7「ダーレク収容所」でも登場しダーレクの国会で高い地位についているようだが、今回からは従来のダーレクが多数登場し、これ以降は従来型のダーレクのみの登場となる。
首相
シリーズ7「ダーレク収容所」で登場。ダーレクたちの国会において主要な位置につく首相。透明な容器の中に入っており、生身の体が確認できる。
ナノクラウドダーレク
シリーズ7「ダーレク収容所」で初登場。ナノクラウドという微小なロボットの働きによりダーレクに変換された生物のことを指す。通常時は人間と変わらない外見だが、額からダーレクの視覚装置が出現する。エイミーとローリー、11代目ドクターを捕縛するために使役された。2013年クリスマススペシャル「ドクターの時」にも登場、陥落したペイパル・メインフレームの信徒たちがサイレンスも含めてダーレクに改造された。
ダーレク化する以前の記憶は残っているものの感情は除去されている。
ナノクラウド
有機体をダーレクに変換する微細なロボット。生きていようと死んでいようとダーレクに変換する。生きた生物を変換する場合は徐々に記憶と感情を消し去り、ダーレクに変換された生物は死亡した際の記憶を失う。
完全無欠のように思われるがナノクラウドの働きを妨害する装置が存在するほか、強い精神力があればダーレクから人間に復活することも可能である。
オズウィン・オズワルド

シリーズ7「ダーレク収容所」で登場した宇宙船アラスカ号の娯楽担当副部長。ダーレク収容所に宇宙船が墜落し、そこで1年間ダーレクの侵入を防ぎながら生活を送っていた。スフレを作るのが趣味。ダーレクの戦艦から通信が入り、そこにいた11代目ドクターらに救援を依頼する。
しかしダーレクに包囲された状態でスフレを作る牛乳や卵が手に入ることを疑問に思ったドクターが彼女の下を訪れると、彼女の正体はダーレクであった。ナノクラウドダーレクではなく本物のダーレクに改造された彼女はその現実を受け止めきれず、自分は人間であるという夢の世界の中にいたのだった。ドクターに言われ自分の正体を悟った彼女はドクターを抹殺しようとするが停止し、ドクターを逃がした。『逃げてお利口さん、覚えていて（Run You Clever Boy, And Remember）』という言葉を残し、収容所の惑星ごとミサイルの爆撃に呑まれた。
ラスティ
シリーズ8『ダーレクの中へ』で登場。損傷した状態で人類側の捕虜となっており、道徳心を持っていたことから12代目ドクターとクララにより治療される。ドクターの心を覗いたことでドクターの中に渦巻くダーレク族への憎悪を知り、ダーレクを抹殺すべき悪と判断して同族を次々に抹殺した。ドクターとの別れ際には、彼を「善良なダーレク」と呼んだ。
その後2017年クリスマススペシャル『戦場と二人のドクター』で再登場を果たし、廃墟となったヴィレンガード工場に根城を作っていた。テスティモニーの情報を得たいドクターにその情報を開示した。
偵察用ダーレク
2019年新春スペシャル『終わらない悪夢と新たな旅』で登場。9世紀の地球で当時の地球人と戦闘し、人類側に数多の犠牲を出させた末、体を3分割され遠く離れた地球の三か所に封印された。2019年1月1日にイギリスに埋まった部位が研究者の手で発掘され、紫外線を当てられたことで仮死状態から蘇生する。研究者の肉体を乗っ取って外殻を復活させ、ダーレク艦隊を誘導して地球を危機に陥れた。13代目ドクターとの戦闘で外殻を分子運動で破壊された後はライアン・シンクレアの父アーロンの肉体を奪おうとするが、ライアンとアーロンにより超新星爆発の最中に呑まれていった。

## 新シリーズでの登場
新シリーズにおいてはダーレクは権利上の問題で作中に登場できない可能性があった。そのためラッセル・T・デイヴィスはダーレクの代役としてトクラフェインを登場させるエピソードを考案していたが、最終的にダーレクの登場が認められた。

## 評価
イギリスの週刊誌ラジオ・タイムズで、2005年4月にダーレクが表紙を飾っている。新シリーズでのダーレクの再登場と、間近に迫っていた2005年イギリス総選挙を記念した2倍幅の表紙であり、"VOTE DALEK!"（ダーレクに投票せよ！）と書かれている。この表紙は、1964年に放送された "The Dalek Invasion of Earth" (en) で旧シリーズのダーレクがウェストミンスター橋上を移動する様子を、新シリーズのダーレクで再現したものである。
なおこの表紙は、2008年に定期刊行物発行者教会（英語版）が協賛したコンテストで、英国の歴史上最も素晴らしい雑誌表紙に選ばれている。
また、2013年7月にはイギリスのチャールズ3世（当時皇太子）が『ドクター・フー』の撮影スタジオを訪れダーレクと対面した。ダーレクの音声マイクを渡され、「抹殺セヨ！」など声マネを行った。同年11月18日にはドクター・フー50周年記念のパーティがバッキンガム宮殿で開かれ、マット・スミスやジョン・ハートといったドクター役俳優ともにダーレクが参加した。ソフィー妃の主催であり、彼女は番組のファンである。